# Kōtoku-in

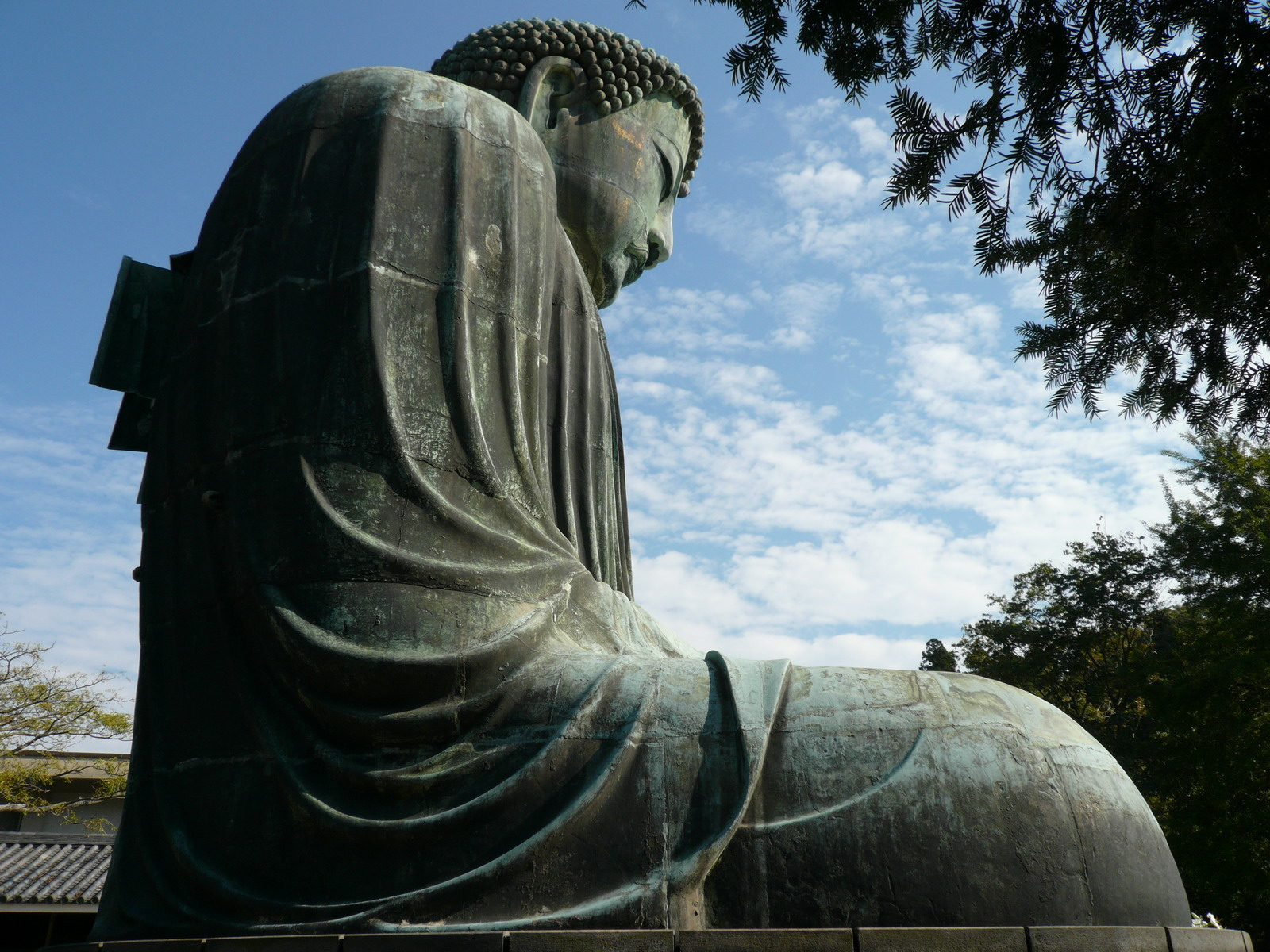
Le Grand Bouddha.

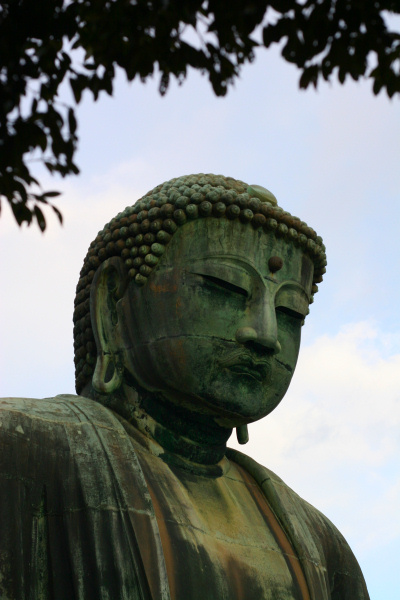
La tête du Grand Bouddha et une partie des 656 boucles de sa chevelure.

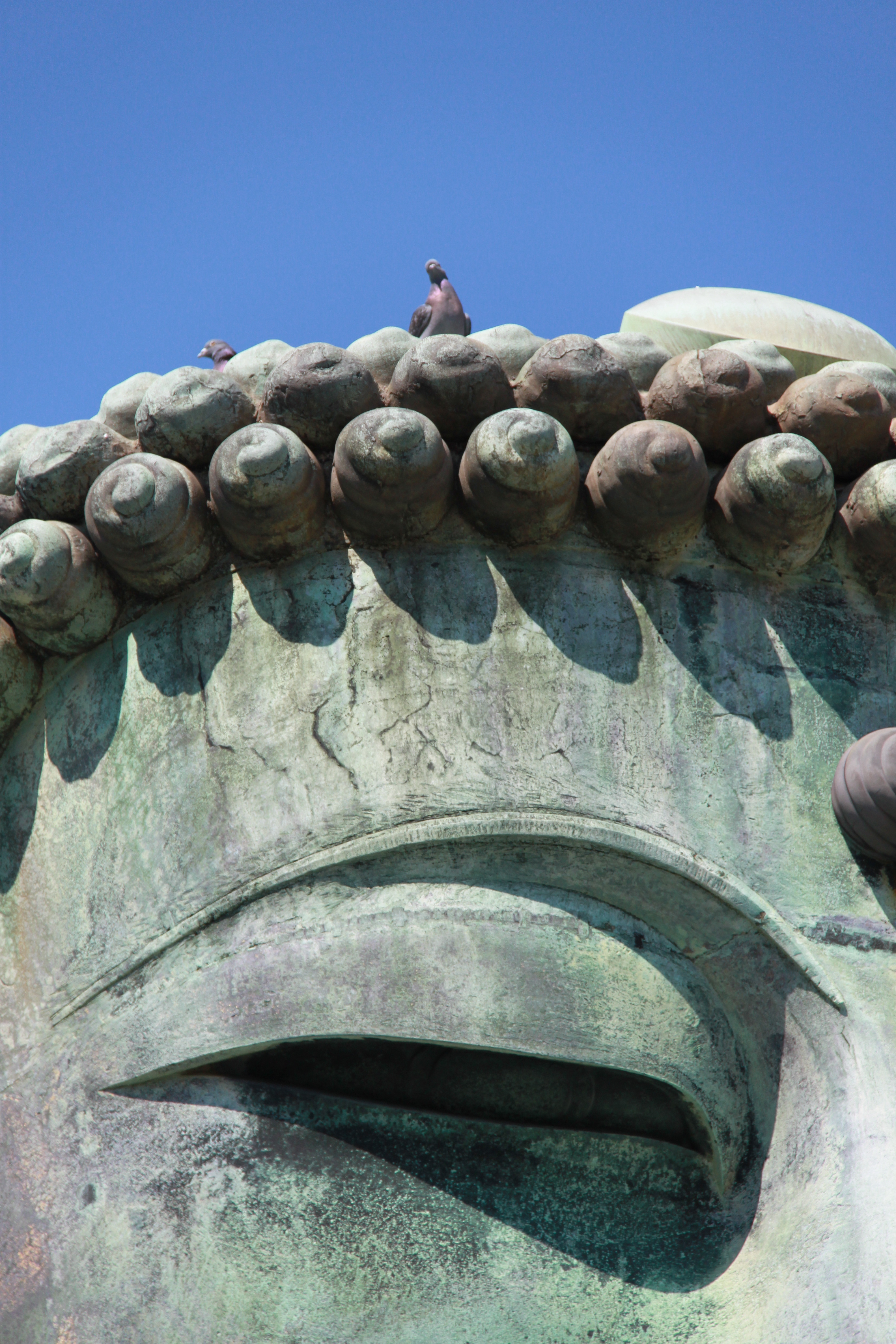
Gros plan avec un pigeon qui permet de se rendre compte de la taille réelle de la statue.

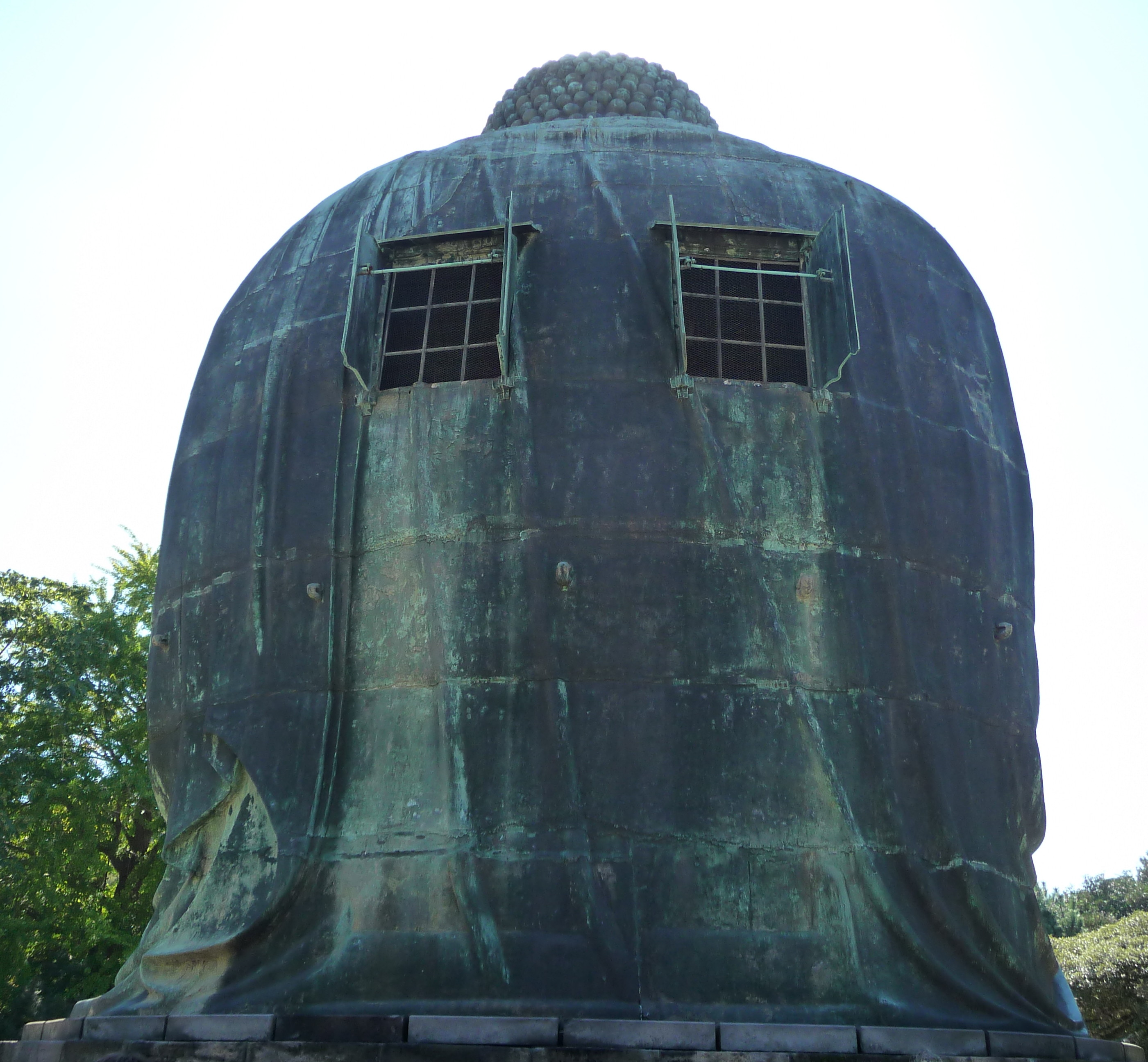
Le dos avec des fenêtres ouvertes.

Le Kōtoku-in (高徳院) est un temple bouddhiste du Jōdo shū situé à Kamakura dans la préfecture de Kanagawa au Japon.
Le temple est connu pour son « Grand Bouddha » (大仏, daibutsu), une monumentale statue en bronze d'Amitābha Bouddha qui est l'une des plus célèbres icônes du Japon. En 2016, ils ont attiré environ deux millions de visiteurs, dont 10 % d'étrangers.

## Le Grand Bouddha
Le Grand Bouddha (daibutsu) de Kamakura est une monumentale statue extérieure en bronze d'Amitābha Bouddha située dans l'enceinte du temple de Kōtoku-in. La statue a probablement été commencée en 1252, durant l'époque de Kamakura, d'après les registres du temple. Sa construction a toutefois nécessité une douzaine d'années.
Elle se trouve à la place d'un Bouddha géant en bois, achevé en 1243 après dix ans de travaux continus, qui fut gravement endommagé par une tempête en 1248. C'est le premier shôgun de Kamakura, Minamoto no Yoritomo (1147-1199) qui voulut donner à sa ville une statue colossale de Bouddha, à l'image du daibutsu qu'il avait vu au temple du Todai-ji à Nara, qui avait été restauré en 1185. Toutefois, son décès prématuré l'empêcha de mener son projet à bien, mais celui-ci fut repris et financé par une dame de la cour, Inadano-Tsubone, et le prêtre bouddhiste Jōkō de Tōtōmi. Après la tempête en 1248 qui avait détruit le hall qui abritait la statue en bois, Jōkō suggéra de fabriquer une autre statue en bronze, et les fonds nécessaires furent levés. La statue est sûrement l'œuvre de Gorōemon Ōno ou de Hisatomo Tanji, deux sculpteurs importants à cette époque,. À une époque, la statue était dorée. Il y a encore des traces d'or près des oreilles.
La hall qui abritait la statue fut détruit dans une tempête en 1334, reconstruit, puis endommagé par une autre tempête en 1369 et encore reconstruit. Le dernier bâtiment abritant la statue fut emporté par un tsunami le 20 septembre 1498 (ou en 1495) pendant la période Muromachi. Depuis, le Grand Bouddha est resté à l'air libre. Si la statue a résisté au tsunami, elle fut endommagée. Toutefois, on ne put réunir l'argent pour la restaurer, et elle se dégrada de plus en plus. Il fallut attendre 1712 pour qu'un moine parvienne à réunir les fonds nécessaires à sa restauration.
La statue fait 13,35 m de haut en incluant la base et pèse environ 93 tonnes. Elle est creuse et l'on peut visiter l'intérieur, où beaucoup de visiteurs laissent des graffitis sur les parois. Les mains du Bouddha sont présentées dans une des formes du mudra Amida jo-in, le dhyanamudra ou mudra de la méditation typique des représentations d'Amida,. Sa tête est couverte de 656 boucles stylisées, et elle est plus large que les proportions ne l'exigeraient afin de ne pas paraître trop petite pour les gens qui la voient d'en bas. À une époque, il y avait trente-deux pétales de lotus en bronze à la base de la statue, mais il n'en reste plus que quatre, qui ne sont même plus à leur emplacement originel. 
Un panneau devant la base dit : « Étranger, qui que tu sois et quelles que soient tes croyances, quand tu entreras dans ce sanctuaire, souviens-toi que tu foules un sol sacré par les siècles passés. Ceci est le temple de Bouddha et la porte de l'éternité, et tu dois donc y pénétrer avec respect ».
Le grand séisme de 1923 de Kantō détruisit la base sur laquelle était assise la statue, mais elle fut réparée en 1925,. D'autres réparations eurent lieu en 1960-1961, quand le cou fut renforcé et qu'on installa des protections contre les tremblements de terre,.
Il en est fait mention dans le chapitre 31 de Neige de Printemps de Yukio Mishima, premier tome de la tétralogie : La Mer de la fertilité

### Mensurations
- Poids : 93 tonnes
- Taille : 13,35 m
- Longueur du visage : 2,35 m
- Longueur de l'œil : 1,0 m
- Longueur de la bouche : 0,82 m
- Longueur de l'oreille : 1,90 m
- Distance entre les deux genoux : 9,10 m
- Circonférence du pouce : 0,85 m

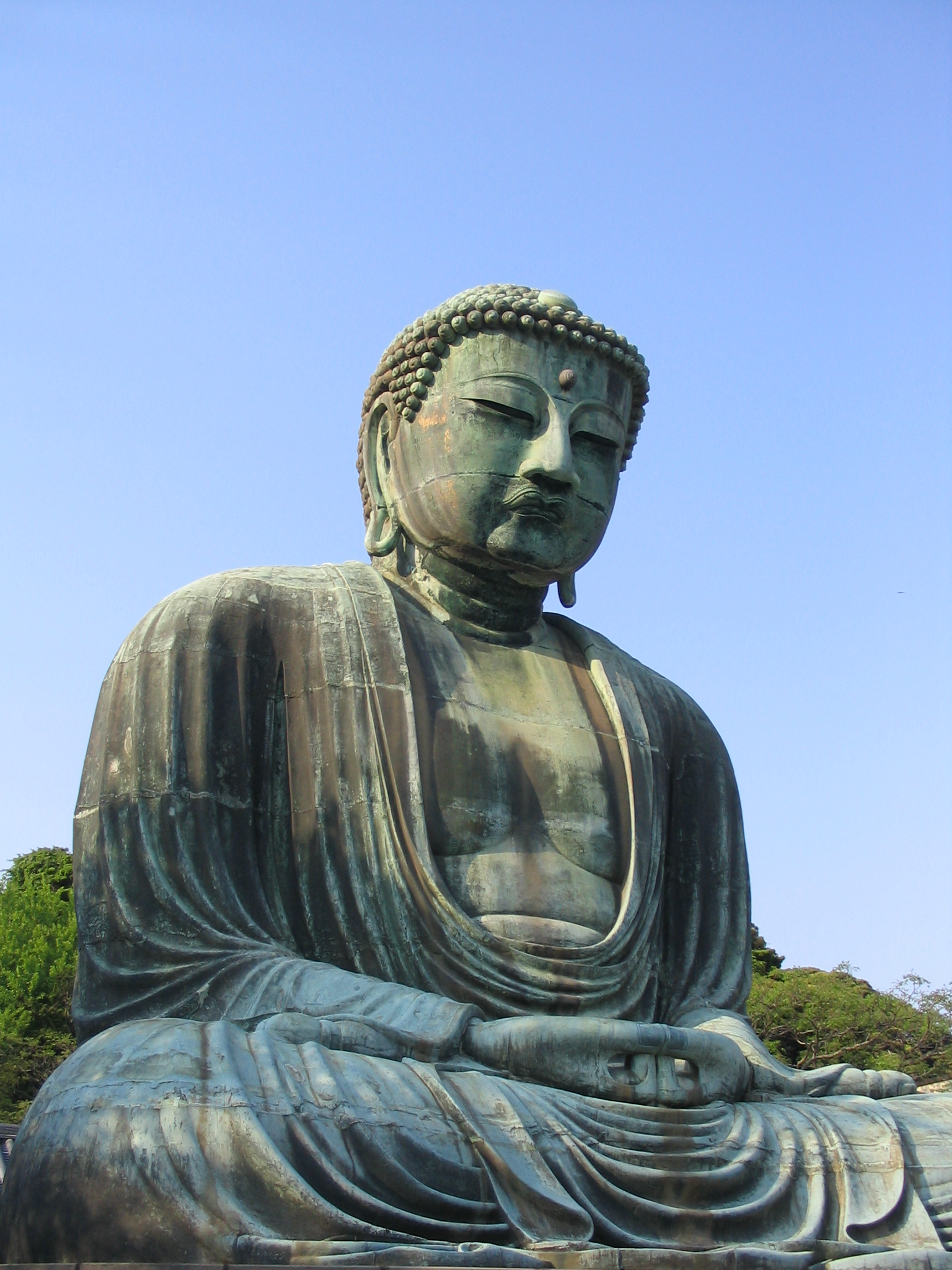
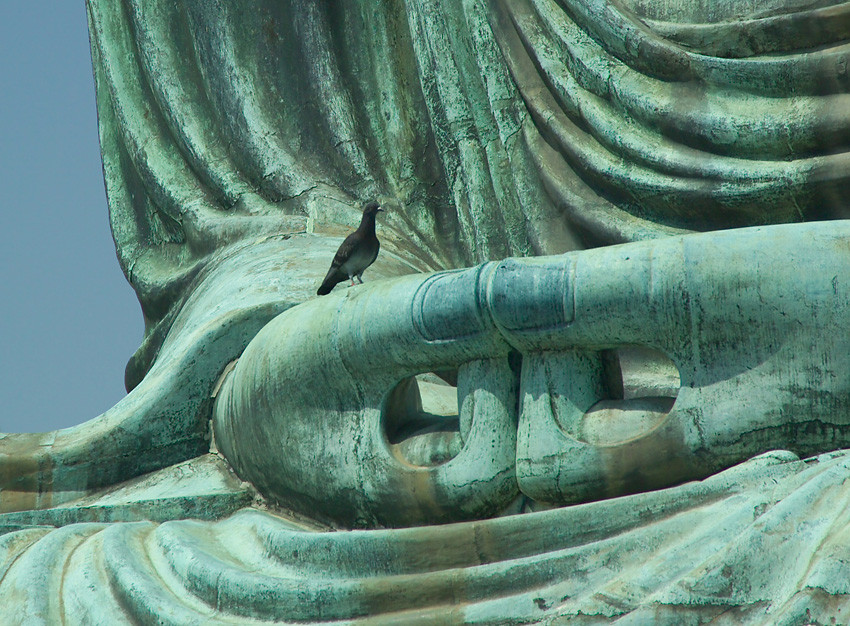
Ses mains formant un mudra de méditation typique du culte d'Amitabha.
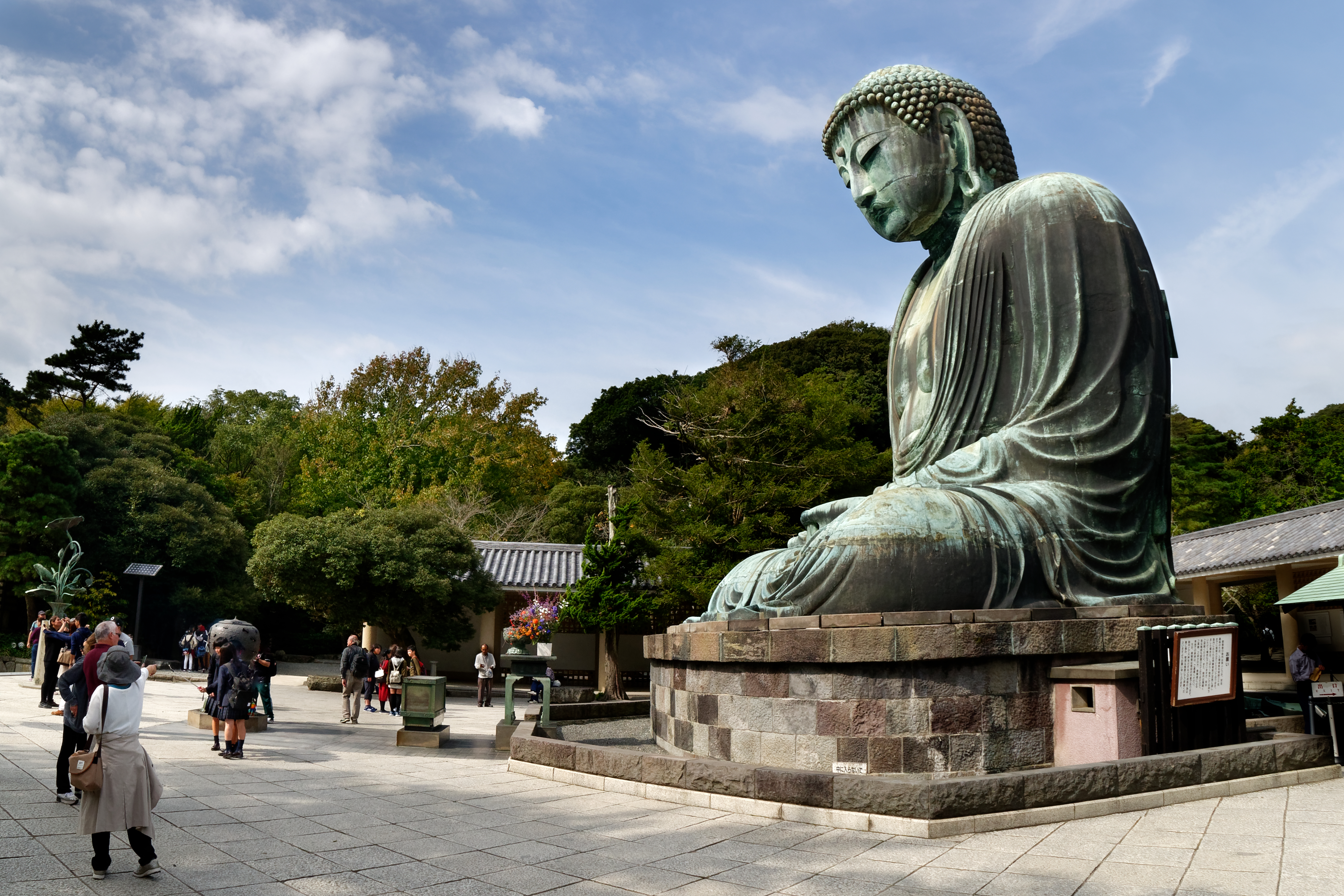
Des visiteurs devant le grand Bouddha.
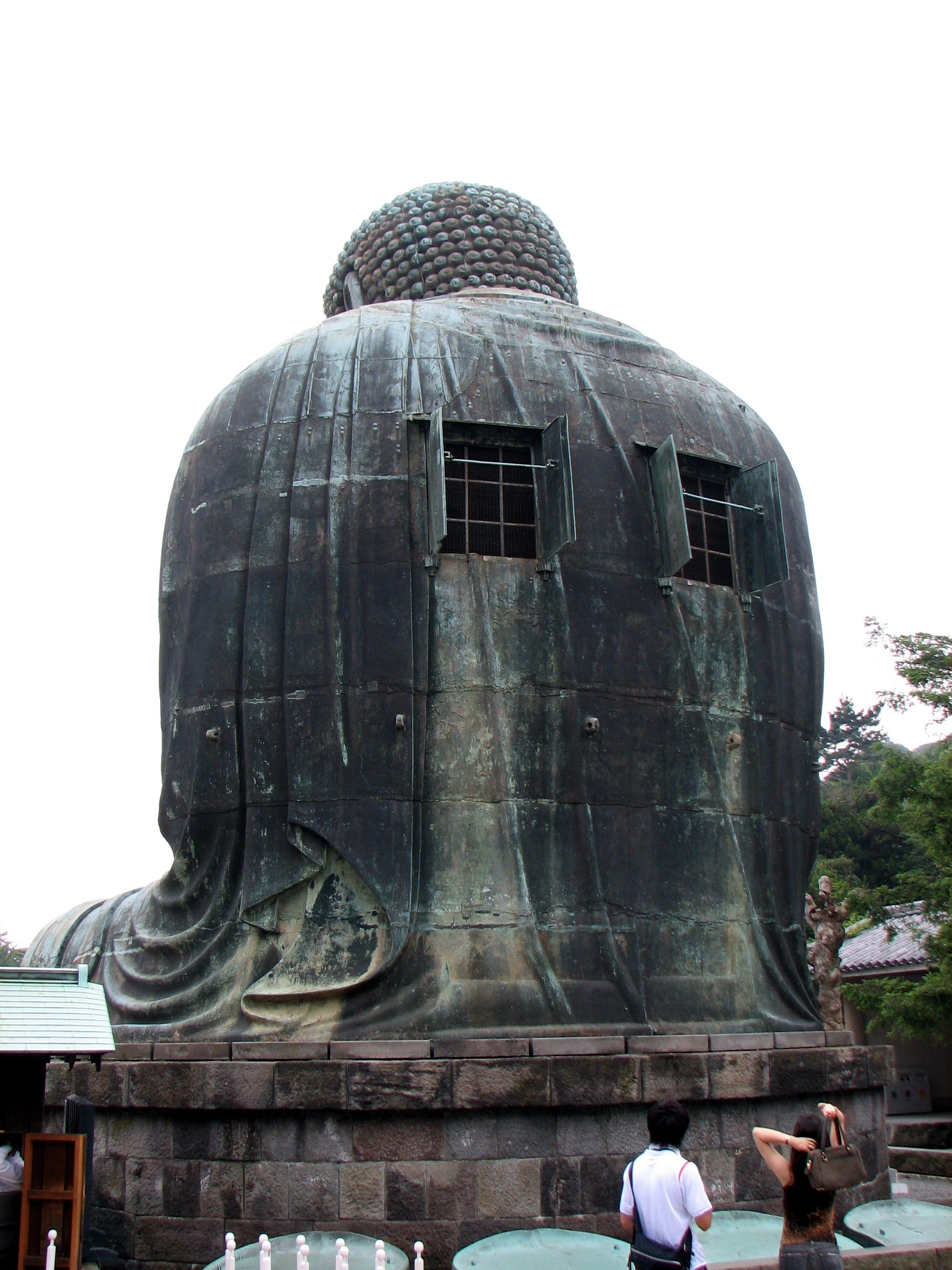
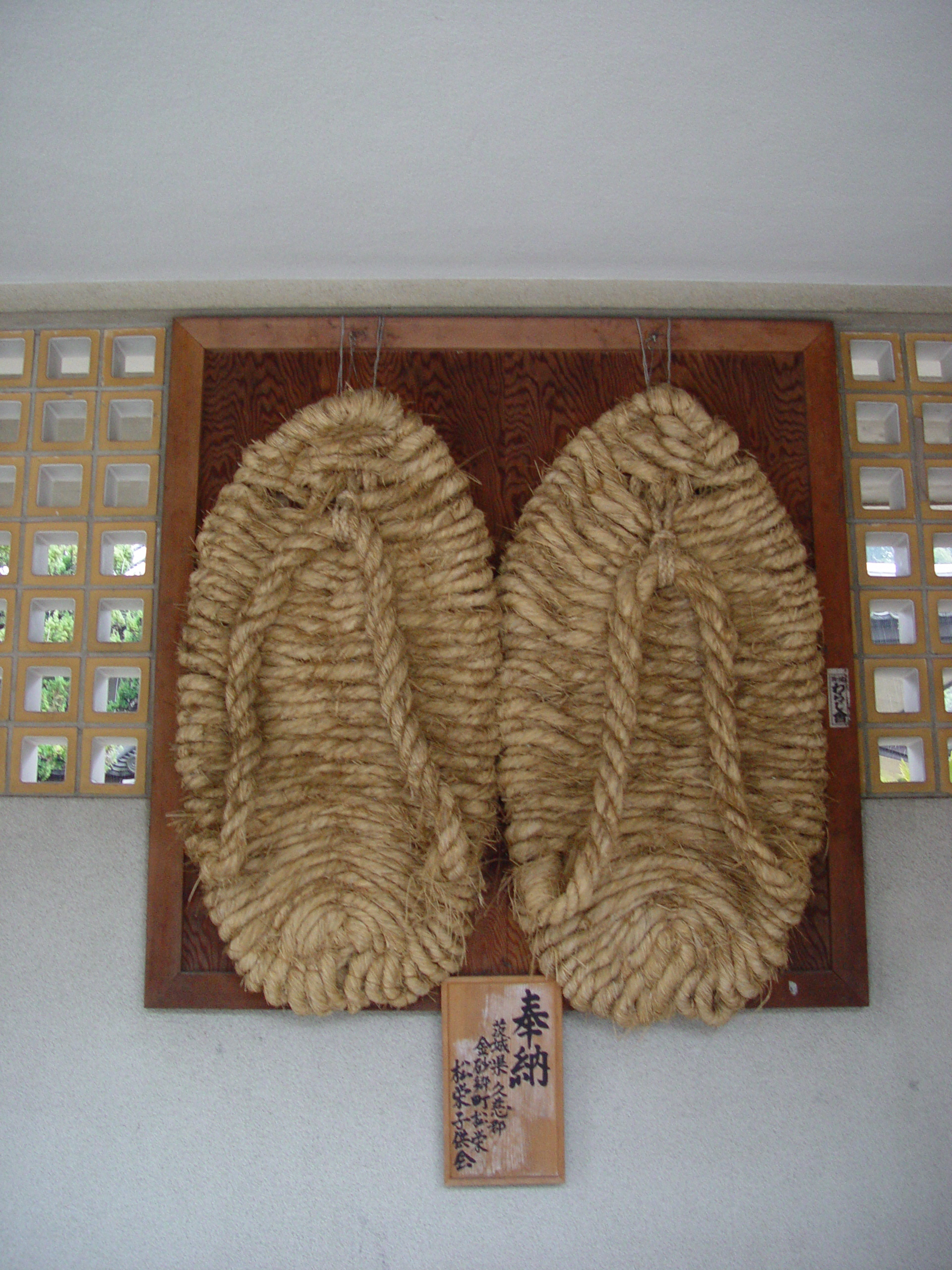
Les sandales du Bouddha.
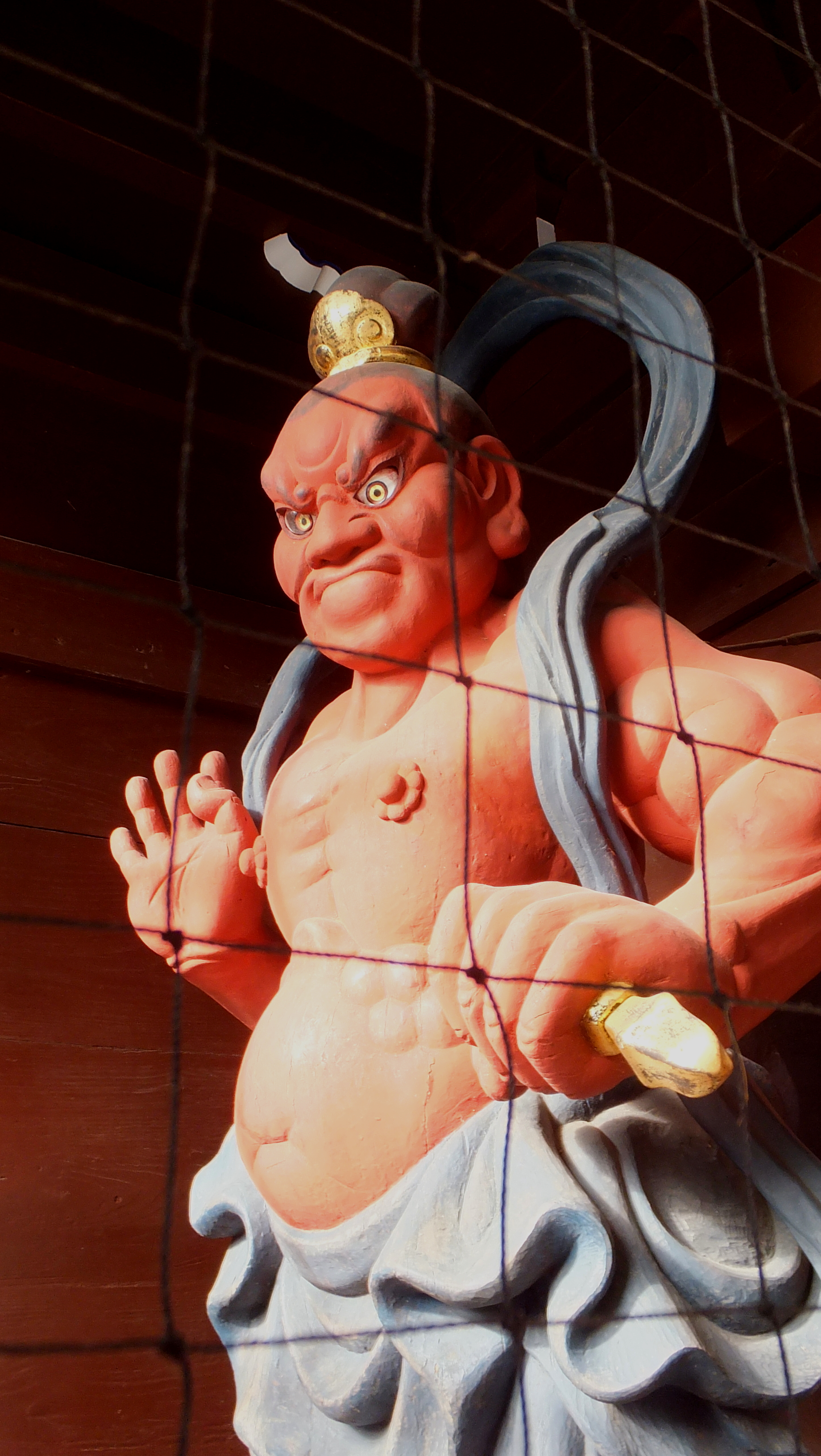
L'un des deux niō situés à l'intérieur de l'arche principale.

## Poème de Rudyard Kipling
La statue fait l'objet du poème de Rudyard Kipling intitulé Buddha at Kamakura, que l'écrivain composa après sa visite dans cette ville en 1892. Certaines strophes de ce texte sont repris en exergue des trois premiers chapitres de son roman Kim (1901).